# 78
El año 78 (LXXVIII) fue un año común comenzado en jueves del calendario juliano, en vigor en aquella fecha.
En el Imperio romano, era conocido como el Año del consulado de Novio y Cómodo (o menos frecuentemente, año 831 Ab urbe condita). La denominación 78 para este año ha sido usado desde principios del período medieval, cuando el Anno Domini se convirtió en el método prevalente en Europa para nombrar a los años.

## Acontecimientos
- Roma conquista gran parte de Gales.
- En Chipre se registra un terremoto, que arrasa tres ciudades (quizá sucedió el año anterior).[1]
- 22 de marzo, equinoccio: la cultura de La India inicia la era de shaka cuyo calendario fue adoptado por el gobierno indio como calendario nacional.

## Nacimientos
- Zhang Heng, científico chino.
- Lui Qing, príncipe chino de la dinastía Hen.

## Fallecimientos
- Vologases I, rey de los partos.